# Фалік Юрій Олександрович
Фалік Юрій Олександрович (30 липня 1936, Одеса — 23 січня 2009, Санкт-Петербург) — радянський та російський композитор, диригент, віолончеліст, педагог. Народний артист Російської Федерації (2002).

## Біографія
Юрій Фалік здобув музичну освіту у Одеській середній спеціальній музичній школі-інтернаті ім. П. С. Столярського, згодом закінчив Ленінградську консерваторію за класами віолончелі у А. Я. Штримера (1960; пізніше аспірантуру під керівництвом М. Л. Ростроповича) та композиції у Б. А. Арапова (1964). Найбільш відомим з його учнів на сьогоднішній день є композитор Юрій Ерікон (Заслужений діяч мистецтв РФ). Протягом ряду років керував студентським камерним оркестром консерваторії. Був професором Петербурзької консерваторії за класом композиції та інструментування. Юрій Фалик виступав як диригент у Росії та за кордоном. Американська преса високо оцінила його виступ із Чиказьким та Балтиморським симфонічними оркестрами. Його твори широко виконуються, видаються та записуються.
У 1991—1992 роках працював як запрошений професор у Північно-Західному університеті міста Еванстон (штат Іллінойс, США). Багато камерних та хорових творів Юрія Фаліка часто виконуються європейськими та американськими ансамблями та хоровими колективами. Його симфонічні твори включали до свого репертуару диригенти Є. Світланов, Г. Різдвяний, М. Янсонс, В.Гергієв, А. Дмитрієв, Ю. Домаркас (Литва), В. Ямпольський (США), Маріо ді Бонавентура (США), Ш. Едварс (Великобританія).
Похований на Смоленському православному цвинтарі у Санкт-Петербурзі.